# NIJ規格
NIJ規格（NIJ Standards）とはアメリカ合衆国において主に司法省の装備調達基準として国立司法省研究所（NIJ : National Institute of Justice）が制定した規格である。生体認証、DNA鑑定、非致死性兵器など対象は多岐に渡るが、日本では防弾ベスト（ボディーアーマー）の防弾能力をランク付けする根拠となるNIJ規格-0101.06 「ボディーアーマーの防弾性能」が知られている。
NIJ規格-0101.06は欧米でも防弾能力を表す一般的な規格として使用されている。この規格におけるボディーアーマーの防弾性能には「タイプ」という語が用いられており、タイプ IIA、II、IIIA、III及びIV の5つのカテゴリーに分類されている。タイプ I は現在のバージョンでは存在しない。タイプ IIA よりもタイプ IIが、タイプ IIIA よりもタイプ III がそれぞれ防弾性能は高い。
防弾性能に対する銃弾の貫通能力は「レベル」の語が用いられ、防弾性能のタイプと貫通能力のレベルは1対1に対応する。
NIJ規格-0101.06における試験方法は厳密に規定されており、ベンチに固定された試験用銃器と試験用銃身の使用が要求され、着弾速度の範囲も厳密に指定されているため、弾速測定装置が必須となる。弾薬についても、基準を達成するためハンドロードによる薬量調整が推奨されている。
NIJ規格-0101.06の要点は以下の通り。規格文書では単位にg/m、グラム/メートル法とgr/ft、グレーン/フィート法が併記されている。
| 防弾タイプ | テスト弾丸                                          | 弾丸重量      | 着弾速度 (標的の2.5m前)      | 銃口-標的間距離 | 射撃数 | 許容貫通数 | 銃種類         |
| ---------- | --------------------------------------------------- | ------------- | ---------------------------- | --------------- | ------ | ---------- | -------------- |
| IIA        | 9mm FMJ (フルメタルジャケット）                     | 8.0 g 124 gr  | 373 ± 9.1 m/s 1225 ± 30 ft/s | 5 ± 1 m         | 6      | 0          | ピストル       |
| IIA        | .40 S&W FMJ                                         | 11.7 g 180 gr | 352 ± 9.1 m/s 1155 ± 30 ft/s | 5 ± 1 m         | 6      | 0          | ピストル       |
| II         | 9 mm FMJ                                            | 8.0 g 124 gr  | 398 ± 9.1 m/s 1305 ± 30 ft/s | 5 ± 1 m         | 6      | 0          | ピストル       |
| II         | .357マグナム JSP (ジャケテッドソフトポイント）      | 10.2 g 158 gr | 436 ± 9.1 m/s 1430 ± 30 ft/s | 5 ± 1 m         | 6      | 0          | ピストル       |
| IIIA       | .357 SIG FMJ FN (フラットノーズ)                    | 8.1 g 125 gr  | 448 ± 9.1 m/s 1470 ± 30 ft/s | 5 ± 1 m         | 6      | 0          | ピストル       |
| IIIA       | .44マグナム SJHP (セミジャケッティドホローポイント) | 15.6 g 240 gr | 436 ± 9.1 m/s 1430 ± 30 ft/s | 5 ± 1 m         | 6      | 0          | ピストル       |
| III        | 7.62 mm FMJ (米軍制式 M80)                          | 9.6 g 147 gr  | 847 ± 9.1 m/s 2780 ± 30 ft/s | 15 ± 1 m        | 6      | 0          | ライフル       |
| IV         | .30-06 AP (米軍制式M2徹甲弾）                       | 10.8 g 166 gr | 878 ± 9.1 m/s 2880 ± 30 ft/s | 15 ± 1 m        | 1      | 0          | ライフル徹甲弾 |